# Hans Mossin (1716–1793)
Hans Mossin, född den 16 april 1716 i Tversted i Vendsyssel, död den 3 april 1793, var en dansk präst, verksam i Norge. 
Mossins far, Peder Hansen Mossin (1679–1726), var sognepræst. Modern hette Anna Jensdatter, född Gjessing (död 1730). Han dimitterades från Frederiksborgs skola 1733 och fick attestats 1739. Han bodde på Borchs Kollegium och var dekanus på Kommunitetet, studerade Wolff och Leibniz, innan han vände sig till teologin, använde sin tid mycket väl och fick många välgörare. År 1742 blev han kateket vid Holmens Kirke och 1747 präst vid Almindelig Hospital och Abel Cathrines Boder. 
Då Pontoppidan hade blivit biskop i Bergen, omtalades han som en av dem, som kunde göra sig hopp om att bli hans efterträdare som hovpredikant, något som han dock inte blev. Inte heller lyckades det honom att få anställning vid universitetet, som han sökte med åberopande av sina skrifter – fyra dissertationer –, men 1751 anställdes han som andre residerande kaplan vid Nykirken i Bergen. År 1757 blev han förste residerande kaplan vid Domkirken, 1762 sognepræst till Korskirken, 1768 magister, 1770 stiftsprost och sognepræst vid Domkirken, en post som han behöll till sin död. Han blev doctor theologiae 1779.
Mossin tillhörde den pietistiska skolan, och det var därför rimligt, att Pontoppidan försökte få honom till Bergen. Han verkar dock ha hört mer hemma i studerkammaren än på predikstolen, och i Bergen utvecklade han en betydande författarverksamhet, särskilt efter att han 1760 hade fått kungligt tillstånd till att anlägga ett boktryckeri. Genom detta levererade han från 1766–1774 en mångfald av böcker, särskilt predikningar – enskilda och i samling –, populära kommentarer till bibliska böcker och betraktelser av dogmatiskt och moraliskt innehåll. Senare kom han in på andra ämnen och skrev om industri, brandväsen, lanthushållning med mera. 
Alla hans skrifter är av den beskaffenheten, att man måste söka efter innehållet i den överflödande mängden ord. Hans uppbyggelseskrifter har visserligen haft betydelse för sin tid, och den förhållandevis rikliga avsättning de fick tyder på, att han genom dem tillmötesgick ett behov i en handelsstad, där böcker inte var vanliga. Han lämnade aldrig sin pietistiska ståndpunkt, och det kan därför vara en intressant iakttagelse, att han från det helt andliga författarskapet gled över på det allmännyttiga området. Vid 60 års ålder upphörde han att skriva. Andra krafter rådde då i Bergen, och han drog sig snart tillbaka. Under sina sista år var han kraftlös och vid sin död synes han sedan länge ha varit bortglömd både som präst och författare.